# Liste der Einträge im National Register of Historic Places im Sullivan County (Tennessee)
Diese Liste der Einträge im National Register of Historic Places im Sullivan County (Tennessee) enthält alle im Sullivan County, Tennessee in das National Register of Historic Places eingetragenen Gebäude, Bauwerke, Objekte, Stätten oder historischen Distrikte.
Diese Liste entspricht dem Bearbeitungsstand des National Park Service/National Register of Historic Places vom 4. Oktober 2024.

## Legende
| NRHP | Historic Place                      |
| NHLD | National Historic Landmark District |
| HD   | National Historic District          |

## Aktuelle Einträge
| [ 2 ] | Name                                          | Bild                                          | Eintragsdatum                  | Lage | Ort         | Beschreibung                                         |
| ----- | --------------------------------------------- | --------------------------------------------- | ------------------------------ | --- | ----------- | ---------------------------------------------------- |
| 1     | Finlay Alison House                           |                                               | 11. Apr. 1973 ID-Nr. 73001851  | westlich von Piney Flats, in der Nähe der U.S. Route 11E 36° 25′ 22″ N, 82° 21′ 33,8″ W | Piney Flats |                                                      |
| 2     | Arcadia                                       | Arcadia                                       | 11. Apr. 1973 ID-Nr. 73001834  | östlich von Bloomingdale, in der Nähe der U.S. Route 11W 36° 35′ 0,9″ N, 82° 26′ 43,3″ W | Arcadia     |                                                      |
| 3     | Blountville Historic District                 | weitere Bilder                                | 23. Feb. 1973 ID-Nr. 73001835  | Stadtzentrum von Blountville, entlang der Tennessee State Route 126 und zwischen dem Blountville Cemetery, der Great Stage und Massengill Rds. und am Blountville Bypass 36° 31′ 58″ N, 82° 19′ 37″ W | Blountville | Dieser Eintrag hat eine weitere Referenz Id 14000087 |
| 4     | Boatyard Historic District                    | Boatyard Historic District                    | 12. Dez. 1973 ID-Nr. 73001785  | südwestlich von Kingsport am Holston River 36° 33′ 2″ N, 82° 36′ 17″ W | Kingsport   |                                                      |
| 5     | Boone Hydroelectric Project                   | Boone Hydroelectric Project                   | 26. Okt. 2017 ID-Nr. 100001476 | 301 Boone Dam Rd. 36° 26′ 25″ N, 82° 26′ 12″ W | Kingsport   |                                                      |
| 6     | Bristol Commercial Historic District          | Bristol Commercial Historic District          | 22. Mai 2003 ID-Nr. 03000441   | zwischen der State, Piedmont, Moore, Shelby, Bank, Progress, 5th, 6th, 7th und 8th Sts. 36° 35′ 38″ N, 82° 11′ 3″ W                                                                                   | Bristol     |                                                      |
| 7     | Bristol Municipal Stadium                     | Bristol Municipal Stadium                     | 25. Juni 1987 ID-Nr. 87001039  | 1112 Edgemont Avenue 36° 34′ 57″ N, 82° 10′ 59,8″ W | Bristol     |                                                      |
| 8     | Bristol Virginia-Tennessee Slogan Sign        | Bristol Virginia-Tennessee Slogan Sign        | 8. Sep. 1988 ID-Nr. 88001568   | E. State Street 36° 35′ 40″ N, 82° 10′ 45″ W | Bristol     |                                                      |
| 9     | Church Circle District                        | Church Circle District                        | 11. Apr. 1973 ID-Nr. 73001841  | entlang von Sullivan und im Ortszentrum von Kingsport 36° 32′ 59″ N, 82° 33′ 29″ W | Kingsport   |                                                      |
| 10    | Clinchfield Railroad Station                  | Clinchfield Railroad Station                  | 24. Apr. 1973 ID-Nr. 73001842  | 101 E. Main Street 36° 32′ 40″ N, 82° 33′ 45″ W | Kingsport   |                                                      |
| 11    | DeVault-Masengill House                       |                                               | 28. März 1985 ID-Nr. 85000669  | Andrew Johnson Highway, U.S. Route 11E in Tennessee 36° 24′ 20″ N, 82° 20′ 38,4″ W | Piney Flats |                                                      |
| 12    | East Hill Cemetery                            | East Hill Cemetery                            | 28. März 2011 ID-Nr. 11000142  | E. State Street an der Georgia Avenue 36° 35′ 39″ N, 82° 10′ 16″ W | Bristol     |                                                      |
| 13    | Erwin Farm                                    |                                               | 11. Apr. 1973 ID-Nr. 73001836  | westlich von Blountville, in der Nähe der Tennessee State Route 75 36° 31′ 24″ N, 82° 22′ 30″ W | Blountville |                                                      |
| 14    | Fairmont Neighborhood Historic District       | Fairmont Neighborhood Historic District       | 30. Juli 2010 ID-Nr. 10000510  | zwischen der Taylor St., Pennsylvania Ave., Maple St. und Florida Avenue 36° 35′ 20″ N, 82° 10′ 13″ W                                                                                                 | Bristol     |                                                      |
| 15    | First National Bank of Bristol                | First National Bank of Bristol                | 25. Juli 1985 ID-Nr. 85001606  | 500 State Street 36° 35′ 41″ N, 82° 10′ 57″ W | Bristol     |                                                      |
| 16    | Fort Patrick Henry Hydroelectric Project      | Fort Patrick Henry Hydroelectric Project      | 26. Okt. 2017 ID-Nr. 100001477 | Rt. 1 Box 2385 36° 29′ 52″ N, 82° 30′ 29,9″ W | Kingsport   |                                                      |
| 17    | Gammon House                                  | Gammon House                                  | 10. März 2009 ID-Nr. 09000119  | 324 6th Street 36° 35′ 28,2″ N, 82° 11′ 1,8″ W | Bristol     |                                                      |
| 18    | Grass Dale                                    | Grass Dale                                    | 25. Okt. 1984 ID-Nr. 84000140  | 774 Bloomingdale Pike 36° 33′ 30″ N, 82° 33′ 22″ W | Kingsport   |                                                      |
| 19    | Alexander Doak Hall Farm                      | Alexander Doak Hall Farm                      | 28. Juli 1995 ID-Nr. 95000931  | 440 Proffitt Ln. 36° 26′ 51″ N, 82° 28′ 39″ W | Kingsport   |                                                      |
| 20    | Holston Avenue Neighborhood Historic District | Holston Avenue Neighborhood Historic District | 14. Nov. 2012 ID-Nr. 12000945  | zwischen der 7th, 8th, Watauga Aves. und der Haynes, Orchard, Clyde Reser, Reynolds und Weise Sts. 36° 35′ 7,7″ N, 82° 11′ 17,9″ W                                                                    | Bristol     |                                                      |
| 21    | J. Fred Johnson House                         | J. Fred Johnson House                         | 11. Apr. 1973 ID-Nr. 73001843  | 1322 Watauga Avenue 36° 32′ 38″ N, 82° 32′ 21,8″ W | Kingsport   |                                                      |
| 22    | Edward Washington King House                  | Edward Washington King House                  | 18. Nov. 1999 ID-Nr. 99001371  | 308 7th Street 36° 35′ 31,9″ N, 82° 11′ 10″ W | Bristol     |                                                      |
| 23    | Kingsport Hosiery Mills                       |                                               | 16. Nov. 2020 ID-Nr. 100005791 | 435 Press Street 36° 33′ 5″ N, 82° 33′ 46,4″ W | Kingsport   |                                                      |
| 24    | Long Island of the Holston                    | Long Island of the Holston                    | 15. Okt. 1966 ID-Nr. 66000733  | South Fork am Holston River 36° 31′ 49,1″ N, 82° 33′ 38,9″ W | Kingsport   |                                                      |
| 25    | Moses Looney Fort House                       | Moses Looney Fort House                       | 18. Jan. 1978 ID-Nr. 78002638  | 567 Island Road 36° 33′ 19,1″ N, 82° 25′ 26,4″ W | Kingsport   |                                                      |
| 26    | Martin-Dobyns House                           | Martin-Dobyns House                           | 26. März 2014 ID-Nr. 14000088  | 1434 Watauga Street 36° 32′ 27,2″ N, 82° 32′ 4,2″ W | Kingsport   |                                                      |
| 27    | Mount Ida                                     | Mount Ida                                     | 2. Apr. 1973 ID-Nr. 73001844   | 1010–1012 Sevier Terrace Drive 36° 33′ 29,2″ N, 82° 34′ 12″ W | Kingsport   |                                                      |
| 28    | Netherland Inn and Complex                    | Netherland Inn and Complex                    | 23. Dez. 1969 ID-Nr. 69000182  | 2144 Netherland Inn Road 36° 33′ 5″ N, 82° 35′ 48,1″ W | Kingsport   |                                                      |
| 29    | Old Deery Inn                                 | weitere Bilder                                | 7. Mai 1973 ID-Nr. 73001838    | Main Street 36° 31′ 59,2″ N, 82° 19′ 34″ W | Blountville |                                                      |
| 30    | Old Kingsport Presbyterian Church             | Old Kingsport Presbyterian Church             | 2. Okt. 1973 ID-Nr. 73001845   | 2049 Greenway Street 36° 33′ 22″ N, 82° 35′ 31,2″ W | Kingsport   |                                                      |
| 31    | Paramount Theatre and Office Building         | Paramount Theatre and Office Building         | 4. Apr. 1985 ID-Nr. 85000701   | 516 State Street 36° 35′ 40,9″ N, 82° 10′ 59,2″ W | Bristol     |                                                      |
| 32    | Parlett House                                 | Parlett House                                 | 18. Aug. 1983 ID-Nr. 83003070  | 728 Georgia Avenue 36° 35′ 19″ N, 82° 10′ 4,1″ W | Bristol     |                                                      |
| 33    | Pemberton Mansion and Oak                     |                                               | 14. März 1973 ID-Nr. 73001840  | 1152 Pemberton Road 36° 33′ 45″ N, 82° 4′ 22,8″ W | Bristol     |                                                      |
| 34    | Pierce Chapel AME Church Cemetery             | Pierce Chapel AME Church Cemetery             | 14. Juli 2000 ID-Nr. 00000809  | Seaver Rd. an der Horse Creek Rd. 36° 30′ 4″ N, 82° 34′ 40,1″ W | Kingsport   |                                                      |
| 35    | Piney Flats Historic District                 |                                               | 15. Nov. 2011 ID-Nr. 11000808  | Main, McKamey, und Methodist Church Sts., Teilbereiche der Tank Hill, Piney Flats, Austin Springs und Mountain View Rds. 36° 25′ 7″ N, 82° 18′ 22″ W                                                  | Piney Flats |                                                      |
| 36    | Preston Farm                                  | Preston Farm                                  | 3. Sep. 1971 ID-Nr. 71000837   | 4812 Orebank Road 36° 32′ 38″ N, 82° 29′ 10″ W | Kingsport   |                                                      |
| 37    | Rock Ledge                                    | Rock Ledge                                    | 24. Mai 1978 ID-Nr. 78002639   | 117 Stuffle Place 36° 34′ 35″ N, 82° 30′ 50,4″ W | Kingsport   |                                                      |
| 38    | Rocky Mount                                   | weitere Bilder                                | 26. Feb. 1970 ID-Nr. 70000617  | 200 Hyder Hill Road 36° 24′ 20,9″ N, 82° 20′ 12,1″ W | Piney Flats |                                                      |
| 39    | Roller-Pettyjohn Mill                         | Roller-Pettyjohn Mill                         | 7. Dez. 1977 ID-Nr. 77001293   | 676 Fall Creek Road 36° 31′ 48″ N, 82° 26′ 52,1″ W | Blountville |                                                      |
| 40    | South Holston Hydroelectric Project           | weitere Bilder                                | 14. Aug. 2017 ID-Nr. 100001478 | 918 South View Road 36° 31′ 23,9″ N, 82° 5′ 20″ W | Bristol     |                                                      |
| 41    | Steel-Seneker Houses                          |                                               | 22. Aug. 1977 ID-Nr. 77001294  | westlich von Bristol an der Tennessee State Route 126 36° 33′ 56,2″ N, 82° 15′ 43,2″ W | Bristol     |                                                      |
| 42    | Stone-Penn House                              | Stone-Penn House                              | 15. Nov. 1984 ID-Nr. 84000669  | 1306 Watauga Street 36° 32′ 39″ N, 82° 32′ 25″ W | Kingsport   |                                                      |
| 43    | US Post Office-Shelby Street Station          | US Post Office-Shelby Street Station          | 7. Nov. 1985 ID-Nr. 85002772   | 620 Shelby Street 36° 35′ 37″ N, 82° 11′ 3,8″ W | Bristol     |                                                      |
| 44    | George Washington School                      | George Washington School                      | 21. März 2007 ID-Nr. 07000184  | 205 E. Sevier Avenue 36° 32′ 54″ N, 82° 33′ 13″ W | Kingsport   |                                                      |
| 45    | Wills-Dickey Stone House                      | Wills-Dickey Stone House                      | 30. März 1973 ID-Nr. 73001849  | 2670 Pratt Road 36° 35′ 22″ N, 82° 34′ 18″ W | Kingsport   |                                                      |
| 46    | Yancey’s Tavern                               | Yancey’s Tavern                               | 11. Apr. 1973 ID-Nr. 73001850  | östlich von Kingsport an der Tennessee State Route 126 36° 32′ 55″ N, 82° 27′ 28″ W | Kingsport   |                                                      |